# ОУ „Евлоги Георгиев“
Основно училище „Евлоги Георгиев“ е прогимназиално училище в град Дупница, основано през 1898 година в махалата Хисарлък като начално училище.

## История
През 1926/1927 година училището започва да настанява ученици от прогимназиален етап на обучение и съвместно с това води обучението с девическата гимназия. След 1935 година ОУ „Евлоги Георгиев“ става средищна прогимназия с директор Венелин Пашински. Тази прогимназия става и образцова, като обслужва нуждите на новооткрития институт за прогимназиални учители. Завършват я добри директори, педагози и просветни дейци (организатори на учебното дело в града), като Васил Янков, Ангел Хранов, Димитър Михайлов и други. 
По време на Втората световна война на 4 януари 1944 година към обяд англо-американски самолети бомбардират град Дупница. Върху сградата на училището падат шест бомби. Заедно със сградата се унищожава и целия архив на на средищното училище. Загиват и намиращите се по това време в училището околийски инспектор Стойне Божинов и училищния служител Спас Наков. На същото място е изградена нова модерна училищна сграда, която отваря врати на 24 септември 1962 година. Нов учителски колектив от 28 души започва работа в новото училище. Директори на училището са Борис Митев и Георги Дамянов. 
През 1995 година започва разширено изучаване на музика, изобразително изкуство и хореография. Същите предмети се изучават като задължително избираема подготовка в 1. и 2. клас. През 2018 година ОУ „Евлоги Георгиев“ чества 120 години от учредяването си.